# Thorigné
Thorigné korábbi község Franciaországban, Deux-Sèvres megyében. 2017. január 1-jén Mougon korábbi községgel egyesült. Az így létrehozott Mougon-Thorigné község újabb egyesüléssel a 2019. január 1-jén létrejött Aigondigné új község része lett.
Lakosainak száma 1252 fő (2018. január 1.). Thorigné Aigonnay, Beaussais-Vitré, Celles-sur-Belle, Mougon, Prailles és Sainte-Blandine községekkel határos.

## Népesség
A település népessége az elmúlt években az alábbi módon változott:
| Lakosok száma | 1288 | 1283 | 1261 | 1252 |
|               | 2013 | 2015 | 2017 | 2018 |